# ADPCM

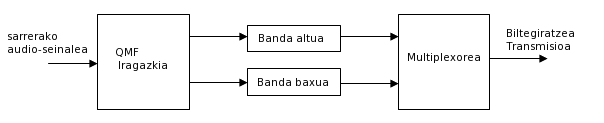
Esquema do codificador ADPCM

Adaptive Differential Pulse-Code Modulation - ADPCM é uma técnica para converter som ou informação analógica em informação binária, através de amostras de som e expressando o valor dessa amostra em termos binários.
O método normal (não-comprimido) de amostragem e quantização do sinal é chamado de codificação PCM (modulação por códigos de pulsos). Os métodos de modulação diferencial por códigos de pulsos (DPCM) fazem uma previsão do valor da próxima amostra de áudio, a partir dos valores anteriores, e codificam apenas a diferença entre o valor previsto e o real. Se o método de previsão for bom, essas diferenças serão pequenas, podendo ser codificadas com um número de bits menor que o das amostragens.